# Na krawędzi (album)
Na krawędzi – debiutancki album studyjny polskiej piosenkarki Juli, wydany 14 sierpnia 2012 nakładem wytwórni płytowej My Music. 
Album zawiera dziesięć premierowych kompozycji wokalistki, a jego pierwszym promującym singlem został utwór „Za każdym razem”, który podczas gali Eska Music Awards 2012 otrzymał nagrodę w kategoriach Najlepszy debiut oraz Najlepszy artysta na ESKA.pl. Utwór stał się bardzo popularny w Polsce podbijając szczyty list notowań.
Drugim singlem promującym wydawnictwo został utwór „Nie zatrzymasz mnie”. Podobnie jak „Za każdym razem” podbił listy przebojów z blisko jedenastoma milionami odtworzeń na stronie YouTube.
29 października został wydany trzeci singiel promujący album. Utwór nosi tytuł „Kiedyś odnajdziemy siebie”. Miesiąc później artystka udostępniła teledysk promujący singel.
Album zadebiutował na 3. miejscu zestawienia OLiS. Wydawnictwo uzyskało status złotej płyty, przekraczając liczbę 15 tysięcy sprzedanych kopii.

## Lista utworów
Opracowano na podstawie materiału źródłowego.
1. „Tylko Ty” – 2:39 (sł. Julita Fabiszewska, muz. Adrian Owsianik)
2. „Chociaż ten jeden raz” – 3:44 (sł. Fabiszewska, muz. Owsianik)
3. „Byłam” – 3:50 (sł. Fabiszewska, muz. Owsianik)
4. „Nie zatrzymasz mnie” – 3:39 (sł. Fabiszewska, muz. Owsianik)
5. „Kiedyś odnajdziemy siebie” – 2:43 (sł. Fabiszewska, muz. Owsianik)
6. „Błądzę” – 3:58 (sł. Fabiszewska, muz. Owsianik)
7. „Za każdym razem” – 3:38 (sł. Fabiszewska, muz. Owsianik)
8. „Kolejny” – 3:38 (sł. Fabiszewska, muz. Owsianik)
9. „Obiecaj” – 3:51 (sł. Fabiszewska, muz. Owsianik)
10. „Lepszy dzień” – 3:41 (sł. Fabiszewska, muz. Owsianik)

## Pozycja na liście sprzedaży
| Kraj   | Lista sprzedaży (2012)    | Najwyższa pozycja |
| ------ | ------------------------- | ----------------- |
| Polska | Oficjalna Lista Sprzedaży | 3                 |